# 阿尔泰早熟禾
阿尔泰早熟禾（学名：Poa glauca）也称暗穗早熟禾，为禾本科早熟禾属下的一个种。